# Хорышув
Хорышув (пол. Horyszów) — деревня в Замойском повете Люблинского воеводства Польши. Входит в состав гмины Мёнчин. Находится примерно в 25 км к востоку от центра города Замосць. По данным переписи 2011 года, в деревне проживало 500 человек.
В 1975—1998 годах деревня входила в состав Замойского воеводства.

## Население
Демографическая структура по состоянию на 31 марта 2011 года:
|         | Всего | До трудоспособного возраста | Трудоспособного возраста | Старше трудоспособного возраста |
| ------- | ----- | --------------------------- | ------------------------ | ------------------------------- |
| Мужчины | 248   | 59                          | 165                      | 24                              |
| Женщины | 252   | 43                          | 150                      | 59                              |
| Всего   | 500   | 102                         | 315                      | 83                              |